# Ronda de Dalt

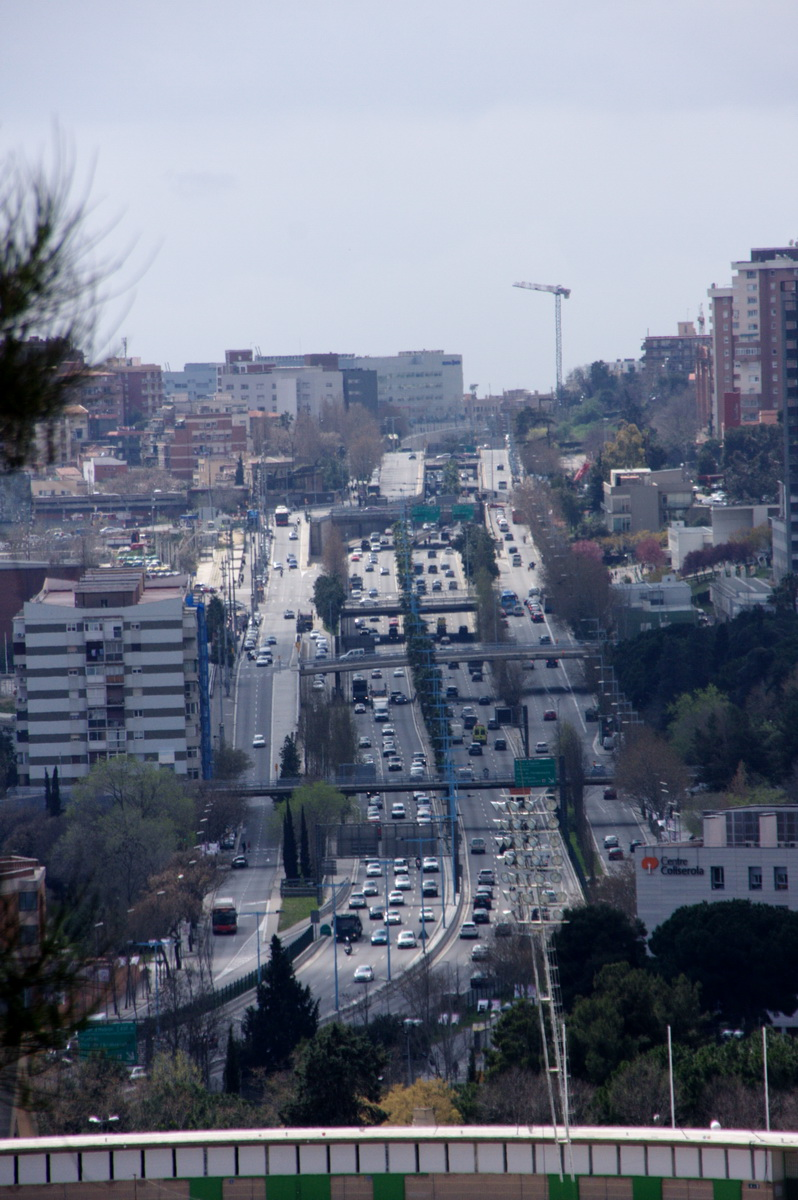
Ronda de Dalt a su paso por El Valle de Hebrón.

La Ronda de Dalt (circunvalación superior), identificada también como B-20, es una vía de circunvalación de la ciudad de Barcelona, España, que transcurre entre el Nudo de la Trinidad y el Nudo del Llobregat, recorriendo el norte de la ciudad condal. Junto con la Ronda del Litoral (B-10) forma el cinturón viario de alta capacidad de la ciudad de Barcelona. De la salida 19 a la 24 pertenece a la C-32.

## Características
La Ronda de Dalt posee además dos ramales denominados Pata Norte y Pata Sur. La primera de ellas comienza en el Nudo de la Trinidad y finaliza en la conexión de la C-31 con la C-32 a la altura de Montgat.
Salidas
El número de salidas es tal y como se encuentran puestas en tal ramal
- Nudo de la Trinidad
- 18 Ronda Litoral B-10
- 19 Sta. Coloma de Gramenet
- 20 Badalona Oeste/Montigalà
- 21 Badalona Centro
- 22 Badalona Oeste Mollet
- 23 Montgat/Tiana
- 24 Montgat Norte
- Conexión C-31 / C-32 (pata norte)

La Pata Sur comienza en el Nudo del Llobregat y finaliza en la C-32 en Llobregat.
- Nudo del Llobregat
- 55 El Prat del Llobregat, San Baudilio de Llobregat (Zona comercial)
- 54 B-22 Castelldefels
- Conexión C-32 (pata sur)

## Titularidad de la vía
La Ronda de Dalt está gestionada, según el tramo, por la Área metropolitana de Barcelona (AMB), la Generalidad de Cataluña y el Ministerio de Transportes y Movilidad Sostenible (MITMS):

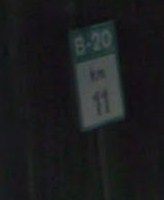
Kilómetro 11 de la B-20

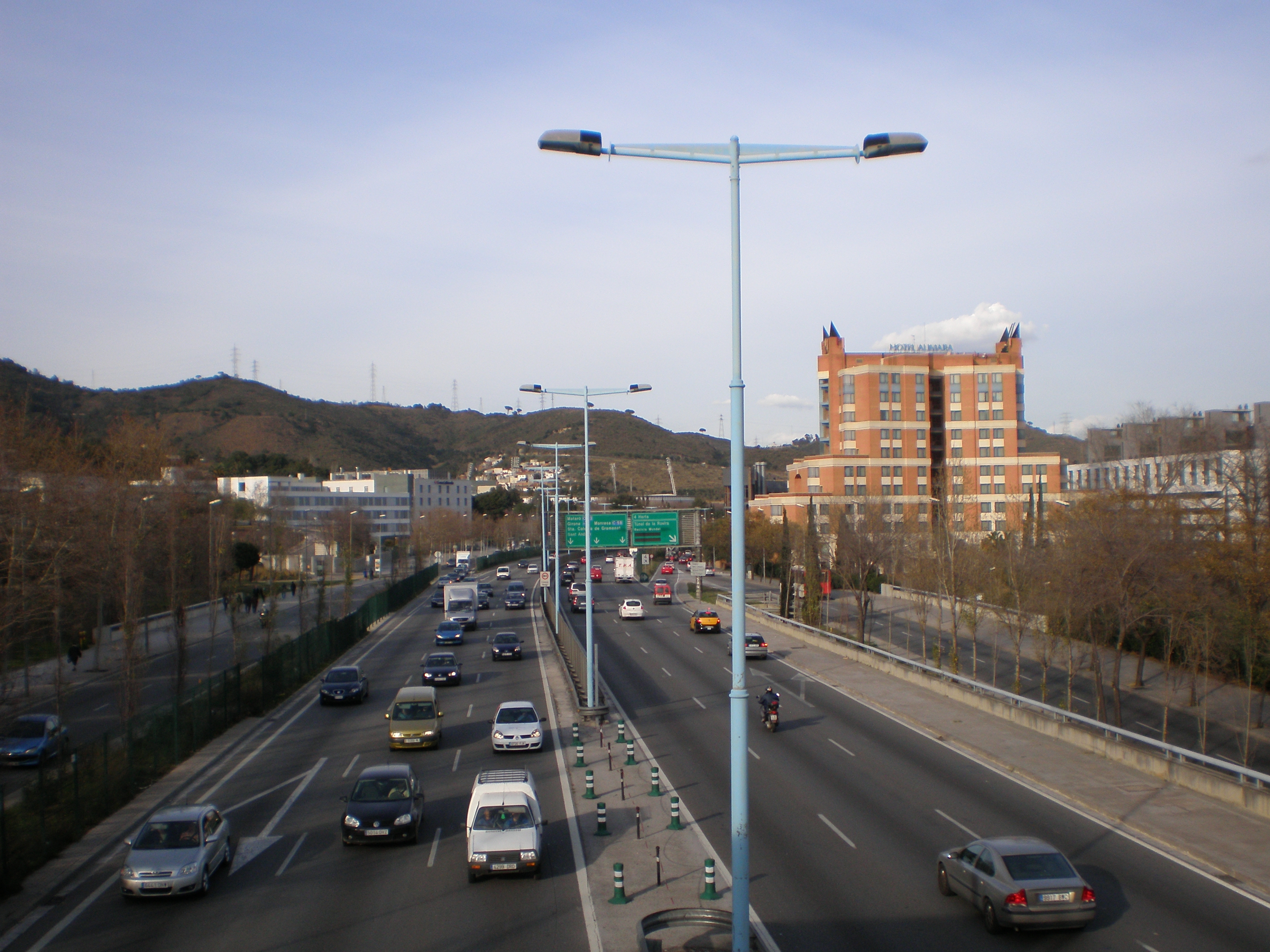
Ronda de Dalt a la altura de El Valle de Hebrón (Carrer Granja Vieja).

| Identificador | Administrador                                    | Tramo                                                 | Kilómetros |
| ------------- | ------------------------------------------------ | ----------------------------------------------------- | ---------- |
| B-20          | Ministerio de Transportes y Movilidad Sostenible | San Baudilio C-32 - E-90 B-10 A-2                     | 0 - 3,5    |
| C-32          | Generalidad de Cataluña                          | E-90 B-10 A-2 - B-23 Avenida Diagonal                 | 59 - 63    |
| B-20          | Área metropolitana de Barcelona                  | B-23 Avenida Diagonal - Nudo de la Trinitat B-10 C-58 |            |
| B-20          | Ministerio de Transportes y Movilidad Sostenible | Nudo de la Trinitat B-10 C-58 - Montgat N-2           | 17 - 26    |

## Tramos
| Denominación | Tramo | km          | Año servicio                                       |
| ------------ | --- | ----------- | -------------------------------------------------- |
| B-20 C-32    | Pata Sur Tramo: San Baudilio de Llobregat - Enlace B-22 Tramo: Enlace B-22 - Nudo del Llobregat | 1,4 2,2     | 1999                                               |
| B-20 C-32    | Nudo del Llobregat - Hospitalet de Llobregat | 2,2         | 1992                                               |
| B-20 C-32    | Hospitalet de Llobregat - Barcelona Avenida de Diagonal Tramo provisional: Esplugas de Llobregat N-340 - Barcelona Avenida de Diagonal Tramo completo: Hospitalet de Llobregat - Barcelona Avenida de Diagonal                                           | 1,1 2,3     | 1992                                               |
| B-20         | Barcelona Avenida de Diagonal - Avenida de Pearson | 1,4         | 1992                                               |
| B-20         | Avenida de Pearson - Can Caralleu | 0,9         | 1992                                               |
| B-20         | Can Caralleu - Calle de Iradier | 1           | 1992                                               |
| B-20         | Calle de Iradier - Calle de Bellesguard | 0,5         | 1992                                               |
| B-20         | Calle de Bellesguard - Avenida de Jordá | 2,3         | 1992                                               |
| B-20         | Avenida de Jordá - Calle de Juan de Mena | 0,9         | Apertura provisional: 1984 Apertura completa: 1991 |
| B-20         | Calle de Juan de Mena - Paseo Valldaura | 1,8         | 1983                                               |
| B-20         | Paseo Valldaura - Avenida de Meridiana | 2,2         | 1990                                               |
| B-20         | Avenida de Meridiana - Nudo de La Trinidad Ronda Litoral | 1           | 1992                                               |
| B-20         | Nudo de La Trinidad Nudo provisional (todas direcciones de forma provisional) Enlace sentido Norte (de B-10 a C-58 ) Enlace sentido Sur (de C-58 a B-10 ) Enlace sentido Oeste al Norte (de B-20 a C-58 ) Nudo completo con ramales a la Pata Norte B-20 | - 1,5 1,7 - | 1992                                               |
| B-20         | Pata Norte Tramo: Nudo de La Trinidad Ronda Litoral - Enlace B-500 Badalona Tramo: Enlace B-500 Badalona - C-32 - Montgat N-2 | 5 4,8       | 1992 1995                                          |

## Enlaces
Sus enlaces numerados del 1 al 15 (del 16 al 30 pertenecen a la B10) son:
- 1 Trinitat, C-17 Puigcerdá, N-150 Sabadell, Av. Meridiana, San Andrés
- 2 Roquetes, Verdum, Via Júlia
- 3 La Guineueta, Canyelles, Passeig de Valldaura
- 4 Horta, Túnel de la Rovira, Recinto Mundet
- 5 Valle de Hebrón, Montbau, Ciudad Sanitaria
- 6 Vallcarca, Carretera de la Arrabasada, Balmes, Plaça Lesseps
- 7 Sant Gervasi, La Bonanova, Via Augusta
- 8 Túnels de Vallvidrera, Sant Cugat, C-16 Manresa
- 9 Sarrià, Can Caralleu
- 10 Pedralbes, Carretera de Esplugas, Av. Pearson, Sant Joan de Déu, UPC Nord UB
- 11 B-23 Molins de Rey, A-2 Lérida, AP-7 Gerona-Tarragona-Valencia, Av. Diagonal, Barcelona centro.
- 12 Esplugas de Llobregat, Sant Just Desvern, Pubilla Casas, Carretera de Collblanc
- 13 Av. Electricitat, La Plana, Can Serra, Can Vidalet, Can Clota
- 14 Cornellá, Hospitalet, Av. Josep Tarradellas, Sant Ildefons
- 15 Hospitalet, Av. Carrilet, Zonas Industriales, Centro Comercial